# Halowe Mistrzostwa Świata w Lekkoatletyce 1993 – chód na 3000 m kobiet
Chód na 3000 m kobiet – jedna z konkurencji rozgrywanych podczas halowych mistrzostw świata w lekkoatletyce w 1993. Eliminacje odbyły się 12 marca, a finał został rozegrany 13 marca.
Do eliminacji zgłoszonych zostało 17 zawodniczek z 12 państw.
Zawody w tej konkurencji wygrała reprezentantka Rosji Jelena Nikołajewa. Drugą pozycję zajęła zawodniczka z Australii Kerry Saxby-Junna, trzecią zaś reprezentująca Włochy Ileana Salvador.

## Wyniki

### Eliminacje
Źródło: 
Bieg 1
| Miejsce | Zawodniczka       | Państwo           | Wynik    | Uwagi |
| ------- | ----------------- | ----------------- | -------- | ----- |
| 1.      | Ileana Salvador   | Włochy            | 12:20,24 |       |
| 2.      | Jelena Arszyncewa | Rosja             | 12:20,42 |       |
| 3.      | Debbi Lawrence    | Stany Zjednoczone | 12:20,79 | AR    |
| 4.      | Madelein Svensson | Szwecja           | 12:21,53 |       |
| 5.      | Sada Eidikytė     | Litwa             | 12:30,56 |       |
| 6.      | Alison Baker      | Kanada            | 12:33,62 |       |
| 7.      | Simone Thust      | Niemcy            | 13:06,06 |       |
| 8.      | Zuzana Zemková    | Słowacja          | 13:43,89 |       |

Bieg 2
| Miejsce | Zawodniczka       | Państwo           | Wynik    | Uwagi |
| ------- | ----------------- | ----------------- | -------- | ----- |
| 1.      | Jelena Nikołajewa | Rosja             | 12:15,43 |       |
| 2.      | Kerry Saxby-Junna | Australia         | 12:16,90 |       |
| 3.      | Beate Anders      | Niemcy            | 12:22,57 |       |
| 4.      | Annarita Sidoti   | Włochy            | 12:26,12 |       |
| 5.      | Sari Essayah      | Finlandia         | 12:27,38 | NR    |
| 6.      | Janice McCaffrey  | Kanada            | 12:56,71 |       |
| 7.      | Victoria Herazo   | Stany Zjednoczone | 13:08,74 |       |
| 8.      | Julie Drake       | Wielka Brytania   | 13:12,02 | NR    |
| 9.      | Hilde Gustavsen   | Norwegia          | 13:20,95 |       |

### Finał
Źródło: 
| Miejsce | Zawodniczka       | Państwo           | Wynik    | Uwagi |
| ------- | ----------------- | ----------------- | -------- | ----- |
| 01 !    | Jelena Nikołajewa | Rosja             | 11:49,73 | CR    |
| 02 !    | Kerry Saxby-Junna | Australia         | 11:53,82 | AR    |
| 03 !    | Ileana Salvador   | Włochy            | 11:55,35 |       |
| 4.      | Beate Anders      | Niemcy            | 11:57,14 |       |
| 5.      | Jelena Arszyncewa | Rosja             | 12:01,22 |       |
| 6.      | Annarita Sidoti   | Włochy            | 12:04,16 |       |
| 7.      | Sari Essayah      | Finlandia         | 12:06,10 | NR    |
| 8.      | Madelein Svensson | Szwecja           | 12:18,10 |       |
| 9.      | Sada Eidikytė     | Litwa             | 12:40,18 |       |
| –       | Debbi Lawrence    | Stany Zjednoczone | DSQ      |       |